# Frans Maassen
Frans Maassen, född den 27 januari 1965 i Haelen är en nederländsk tidigare landsvägscyklist som var professionell från 1987 till 1995. Hans främsta meriter är segrarna i Amstel Gold Race 1991, Wincanton Classic 1989 och Brabantse Pijl 1990, den nederländska mästartiteln i linjelopp 1989, en etappseger i Tour de France 1990, två totalsegrar i Belgien runt (1988 och 1990) samt totalsegrar i Ronde van Nederland 1991, Tour de Luxembourg 1994 och Driedaagse van De Panne-Koksijde 1992. Nämnvärda är även andraplatserna i Milano–Sanremo 1989, Flandern runt 1993 och Paris–Bryssel 1992.
Efter karriären har Maassen fortsatt inom cykelsporten som (assisterande) sportdirektör för det nederländska stallet "Rabobank/Belkin/Jumbo/Visma".

## Meriter

### Amatör
1986
2:a totalt i Postgirot Open

### Professionell
| 1987 Vinnare av etapp 2 i Danmark rundt 2:a i GP du canton d'Argovie 6:a i Binche–Tournai–Binche 7:a i Bryssel–Ingooigem 8:a totalt i Tour Méditerranéen 8:a i linjelopp vid Nederländska mästerskapen 10:a i Herinneringsprijs Dokter Tistaert – Prijs Groot-Zottegem 1988 Vinnare totalt av Belgien runt Vinnare av etapperna 3a och 3b (ITT) Vinnare av etapp 6a i Critérium du Dauphiné libéré Vinnare av etapp 4a i Tour de Romandie Vinnare av prologen (ITT) i Étoile de Bessèges 2:a i Herinneringsprijs Dokter Tistaert – Prijs Groot-Zottegem 3:a totalt i Driedaagse van De Panne-Koksijde 3:a i Omloop van de Drie Zustersteden 6:a totalt i Postgirot Open 8:a totalt i Vuelta Ciclista a la Comunidad Valenciana Vinnare av etapp 2 9:a i linjelopp vid Nederländska mästerskapen 1989 Vinnare av Wincanton Classic Nederländsk mästare i linjelopp 2:a totalt i Belgien runt Vinnare av etapp 3b 2:a i Milano–Sanremo 3:a totalt i Étoile de Bessèges 4:a i Brabantse Pijl 5:a i Trofeo Baracchi med Rolf Gölz 9:a i GP Eddy Merckx (ITT) 1990 Vinnare totalt av Belgien runt Vinnare av prologen (ITT) och etapp 5a (ITT) Vinnare av Brabantse Pijl Vinnare av etapp 1 i Tour de France Vinnare av GP de Fourmies Vinnare totalt av Étoile de Bessèges Vinnare av etapp 5b (ITT) Vinnare av GP Eddy Merckx (ITT) 2:a totalt i Postgirot Open Vinnare av etapperna 2 och 3 3:a i Druivenkoers Overijse 4:a i Gent–Wevelgem 6:a totalt i Tour of Ireland 6:a i Omloop van de Drie Zustersteden 7:a totalt i Tirreno–Adriatico 9:a i Rund um den Henninger Turm 9:a i Dwars door België 9:a i Tour du Nord-Ouest 1991 Vinnare av Amstel Gold Race Vinnare totalt av Ronde van Nederland Vinnare av etapp 2b (ITT) Vinnare av etapp 5b i Vuelta a la Comunidad Valenciana 2:a totalt i Tour de Luxembourg 2:a totalt i Driedaagse van De Panne-Koksijde 2:a i GP Eddy Merckx (ITT) 3:a i GP Pino Cerami 3:a totalt i Étoile de Bessèges 3:a i Herinneringsprijs Dokter Tistaert – Prijs Groot-Zottegem 4:a totalt i Dunkerques fyradagars Vinnare av etapperna 2b (ITT) och 5a (ITT) 5:a i Flandern runt 5:a i Circuit des Frontières 6:a i Grand Prix des Nations (ITT) 10:a i Wincanton Classic 10:a i linjelopp vid Nederländska mästerskapen | 1992 Vinnare totalt av Tour de Luxembourg Vinnare av etapp 2 Vinnare totalt av Driedaagse van De Panne-Koksijde Vinnare av etapp 3 i GP du Midi-Libre 2:a i Paris–Bryssel 2:a totalt i Dunkerques fyradagars 2:a i GP Pino Cerami 2:a i GP Eddy Merckx (ITT) 3:a i Rund um den Henninger Turm 5:a i Flandern runt 5:a i GP Ouest France 6:a i Trofeo Luis Puig 8:a i Paris–Tours 8:a i Brabantse Pijl 1993 Vinnare av Grote Prijs Jef Scherens Vinnare av etapp 4 i GP du Midi-Libre Vinnare av etapp 6 i Vuelta a Andalucia 2:a i Flandern runt 2:a totalt i Driedaagse van De Panne-Koksijde 2:a i Circuit des Frontières 3:a i linjelopp vid Nederländska mästerskapen 5:a i Brabantse Pijl 4:a i GP Eddy Merckx (ITT) 6:a totalt i Tour de Luxembourg 7:a i Rund um den Henninger Turm 7:a i Veenendaal–Veenendaal 7:a i GP Rik Van Steenbergen 8:a i Nationale Sluitingsprijs 10:a i linjelopp vid Världsmästerskapen 1994 Vinnare totalt av Tour de Luxembourg Vinnare av etapp 1 (ITT) 3:a totalt i Driedaagse van De Panne-Koksijde Vinnare av etapp 3b (ITT) 3:a i Veenendaal–Veenendaal 6:a i linjelopp vid Nederländska mästerskapen 1995 Vinnare av Continentale Classic 2:a i Rund um Köln 2:a i linjelopp vid Nederländska mästerskapen 9:a i Binche–Tournai–Binche 10:a totalt i Vuelta a Murcia |